# Argus Filch
Argus Filch je izmišljen lik iz serije fantazijskih romanov o Harryju Potterju britanske pisateljice J. K. Rowling.
Je hišnik na Bradavičarki zelo grdega videza in komaj čaka, da bo lahko študente kaznoval na čim bolj krut način, zato se ga večina študentov boji. Največja nepridiprava, kar jih pomni, sta James Potter in Sirius Black, vendar pa se jima, po Hagridovih besedah, dvojčka Weasley močno približata.
Njegova mačka Gdč. Norris mu ves čas poroča o kršitvah študentov Bradavičarke, zato je nihče ne mara. V Harry Potterjevem drugem letniku jo skamni bazilisk.
Argus Filch je šlapl, zaradi česar obiskuje čarovniško šolo za odrasle.